# گریفوف شلانسکی
گریفوف شلانسکی (به لاتین: Gryfów Śląski، تلفظ لهستانی: [ˈɡrɨfuf ˈɕlɔ̃skʲi]) یک شهر در لهستان است که در گمینا گرفوف شلانسکی واقع شده‌است.
گریفوف شلانسکی ۶٫۶۳ کیلومتر مربع مساحت و ۷٬۱۲۸ نفر جمعیت دارد.

## خواهرخوانده
شهرهای گریفایس و بیشوفزوردا خواهرخوانده‌های گریفوف شلانسکی هستند.